# Sergej Tkačëv
Sergej Anatol'evič Tkačëv (in russo Сергей Анатольевич Ткачёв?, traslitterazione anglosassone: Sergei Anatolyevich Tkachyov; Bogučar, 19 maggio 1989) è un calciatore russo, centrocampista dell'Arsenal Tula.

## Caratteristiche tecniche
È un trequartista capace di giocare come esterno in un tridente offensivo.

## Carriera

### Club
Ha giocato nella prima divisione russa ed in quella ucraina.

### Nazionale
Ha giocato nella nazionale russa Under-19.

## Palmarès

### Club

#### Competizioni nazionali
- Perša Liha: 1

Sevastopol': 2012-2013